# Segamat
Huyện Segamat là một huyện thuộc bang Johor của Malaysia. Huyện Segamat có dân số thời điểm năm 2010 ước tính khoảng 183341 người.